# Ølstrup Kirke
Ølstrup Kirke er en kirke i Ølstrup, ca. 11 km øst for Ringkøbing. Den var tidligere en romansk kirke og har muligvis ligget et andet sted, men menes at være blevet nedbrudt og genopført på den nuværende plads i senmiddelalderen omkring 1180. Kirken er bygget af granitsten og teglsten. Skibet og koret er tækket med bly. Mod nordvest er der bygget et nyere våbenhus. Tårnet fra 1949 er tækket med tegl.

## Kirkens inventar
Af kirkens inventar kan fremhæves Emil Noldes alterbillede Middag i Emmaus. Nolde blev inspireret af beretningen i Luk. 24,13-35 og malede det til kirken i 1904. Maleriet er et 70 x 80 cm stort lærred i træramme og kostede oprindeligt 340 kroner.[kilde mangler] Nolde var gift med provst Henrik Stampe Vilstrups niece, Ada Vilstrup (1879-1946). Blandt kirkens inventar var alterbilledet Jesus og de to disciple i Emmaus af Emil Nolde. Ada Vilstrups bror Aage sad model til maleriet.[kilde mangler] Alterbilledet blev færdig og opsat i 1904, samtidig restaurerede Emil Nolde også kirkens altertavle.[kilde mangler]
Billedet blev stjålet i marts 2014. Det hang i kirken fra 1904 til 1919, men blev herefter byttet ud med en kopi af Carl Blochs: Jesus i Getsemane Have udført af C. Thornild, Ringkjøbing, men Middag i Emmaus blev atter indsat i 1939.
Ved tyveriet var maleriet vurderet til mindst 10 millioner kroner.. I 2018 blev maleriet fundet i Slesvig-Holsten og afleveret til det danske politi. Nationalmuseets konservatorer restaurerede maleriet, og den 1. december 2019 blev det genindviet i kirken.
Den romanske døbefont af granit er en variant af den type, der er typisk i Vestjylland. Den er udsmykket med bægerblade nederst på ydersiden.[kilde mangler]
Kirkens prædikestol var i renæssance fra begyndelsen af 1600-tallet.